# کیم کیونگ ایل
کیم کیونگ ایل (کره‌ای: 김경일؛ زادهٔ ۱۱ دسامبر ۱۹۸۸) یک بازیکن فوتبال اهل کره شمالی است.
وی همچنین در تیم‌های ملی فوتبال کره شمالی بازی کرده‌است.